# Nieznanów (gmina)
Nieznanów – dawna gmina wiejska w powiecie kamioneckim województwa tarnopolskiego II Rzeczypospolitej. Siedzibą gminy był Nieznanów.
Gminę utworzono 1 sierpnia 1934 r. w ramach reformy na podstawie ustawy scaleniowej z dotychczasowych gmin wiejskich: Berbeki, Budki Nieznanowskie, Nieznanów, Połoniczna, Sokole (część) i Sielec Bieńków (część).
Po II wojnie światowej obszar gminy znalazł się w ZSRR.